# Life In Tokyo
"Life In Tokyo" é um single da banda britânica de new romantic Japan, lançado pela Ariola Records-Hansa Records alemãs em março (7", número de catálogo: 100 641) e abril (12", número de catálogo: 600 048)[carece de fontes?] de 1979 e produzido por Giorgio Moroder. Gravado em Los Angeles por todos os integrantes do Japan, a música foi uma parceria entre Sylvian e Moroder. Teve um desempenho nas paradas de #28 segundo o The Official Charts Company, ficando seis semanas em cotação. Há uma infinidade de remixes desta canção e capas deste single.
A edição de 1979 (12", número de catálogo: AHAD 540), fabricada na Inglaterra, foi lançada em vinil vermelho. A edição 12", norte-americana, de 1979, tem um design gráfico de capa diferente do da edição padrão. O lado B contém a música "Love Is Infectious" (edição número de catálogo: AR 9019) ou igual à edição alemã (promocional, número de catálogo: PRO 7756). A partir do ano de 1981, a música "European Son" é adicionada como lado B, no Reino Unido, Alemanha (12", número de catálogo: 600 377) e Holanda.

## Faixas (edições)
Lado A
1. Life In Tokyo, Part I (Disco Version) - 03:30

Lado B
1. Life In Tokyo, Part II (Single Version) - 03:29

- Edição alemã (100 641) de 1979.

Lado A
1. Life In Tokyo, Part I (Disco Version) - 07:05

Lado B
1. Life In Tokyo, Part II (Single Version) - 03:30

- Edição alemã (600 048) de 1979.

Lado A
1. Life In Tokyo (Long Version) - 07:05

Lado B
1. Life In Tokyo (Short  Version) - 03:30

- Edição inglesa (AHAD 540) de 1979.

Lado A
1. Life In Tokyo - 03:30

Lado B
1. Life In Tokyo (Pt 2) - 03:29

- Edição japonesa (VIP-2745) de 1979.

Lado A
1. Life In Tokyo (Long Version) - 07:05

Lado B
1. Love Is Infectious - 04:09

- Edição norte-americana (AR 9019) de 1979.

Lado A
1. Life In Tokyo (Long Version) - 07:05

Lado B
1. European Son (Long Version) - 05:02

- Edição alemã (600 377) de 1981.